# La Aljaba
La Aljaba fue el primer periódico femenino escrito por una mujer que se publicó en Argentina en 1830. Su directora fue la periodista, educadora y poeta uruguaya Petrona Rosende de Sierra, que editó en la Imprenta del Estado, durante el primer gobierno de Juan Manuel de Rosas.
La publicación se distribuía por suscripción y tenía un valor de tres reales. Fueron 18 los números del periódico, publicados entre el 18 de noviembre de 1830 y el 14 de enero de 1831.
La Aljaba fue contemporánea de La Gaceta Mercantil, The British Packet and Argentine News, editado por la comunidad inglesa, y argentina, editado en el Buenos Aires de la época. Abordaba temas de educación, arte, religión, letras, beneficencia y, secundariamente, asuntos de política.